# Dub severně od Kunčic
Památný dub letní (Quercus robur) roste na východním okraji lesa Obora 0,5 km severně od obce Kunčice v okrese Hradec Králové.
Památný dub má obvod kmene asi 480 cm a výšku asi 20 m. Jeho stáří je odhadováno na 300 let. Chráněn jako památný strom je od roku 1998 pro svůj vzrůst.

## Památné stromy v okolí
- Duby u Stýskalu
- Duby u Kunčic
- Dub u Rokytníka
- Duby v Oboře
- Duby u rybníka Žid